# Sosso-Nakombo
Sosso-Nakombo est une localité de République centrafricaine, chef-lieu de l’une des sept sous-préfectures de la préfecture de Mambéré-Kadéï. 

## Histoire
En 1920, après le retour à la France du Neukamerun, Sosso devient chef-lieu de subdivision dans la circonscription de Kadéï-Sangha (Moyen-Congo).
En 2002, la localité devient chef-lieu de l’une des sept sous-préfectures de la Mambéré-Kadéï, issue d'une division de la sous-préfecture de Gamboula.

## Administration
La sous-préfecture est constituée de l’unique commune de Basse-Kadéï. La localité de Sosso-Nakombo compte 8 900 habitants en septembre 2014, dont 100 personnes déplacées.